# Vidocq (série télévisée)
Pour les articles homonymes, voir Vidocq (homonymie).
Vidocq est une série télévisée française en treize épisodes de 25 minutes, en noir et blanc, créée par Georges Neveux (scénariste-dialoguiste) et Marcel Bluwal, réalisée par Marcel Bluwal et Claude Loursais, et diffusée du 7 janvier au 1er avril 1967 sur la première chaîne de l'ORTF.
Au Québec, la série a été diffusée à partir du 6 juin 1967 à la Télévision de Radio-Canada.
Bluwal et Neveux réalisent quatre ans plus tard une deuxième série intitulée Les Nouvelles Aventures de Vidocq avec Claude Brasseur dans le rôle-titre.

## Synopsis
Inspirée des mémoires de Eugène-François Vidocq (1775-1857), cette série met en scène les aventures de cet ancien bagnard devenu policier au début du XIXe siècle.

## Fiche technique
- Scénario original et dialogues : Georges Neveux
- Réalisation : Marcel Bluwal assisté de Claude Ventura et de Michel Hermant[2]
- Musique : Serge Gainsbourg (Société Nouvelle des Éditions Musicales Tutti)
- Direction de la production : Étienne Laroche
- Co-production RTF - Gaumont télévision international
- Directeur de la photographie : Maurice Damien
- Son : Gérard Brisseau
- Costumes : Christiane Coste et Jean-Yves Tavernier
- Décors : Gabriel Paris

## Distribution
- Bernard Noël[3] : François Vidocq
- Geneviève Fontanel : Annette
- Alain Mottet : Inspecteur Flambart
- Jacques Seiler : Henri Desfossés

- Philippe Adrien : (épisode 3)
- Jacques Alric : Chalembier (épisodes 6 et 9)
- Louis Arbessier : M. Henry (épisodes 12 et 13)
- Stéphane Ariel : (épisode 10)
- Jacques Aveline : (épisode 6)
- Gilbert Bahon : (épisodes 1 et 6)
- Bruno Balp : Le gardien (épisodes 5 et 7)
- Robert Bazil : Talardon (épisode 13)
- Serge Bento : Un fou (épisode 4)
- Fernand Berset : (épisode 3)
- Eugène Berthier : (épisodes 4 et 10)
- Teddy Bilis : Schmoltz (épisode 10)
- Jacques Bodoin : Coco Lafleur (épisode 2)
- Hélène Boucault : Francine (épisode 3)
- Pascal Bressy : Bébert (épisode 13)
- Sacha Briquet : Chambrelaine dit le Marquis (épisode 9)
- Christian Brocard : (épisode 10)
- Louis Bugette : Jouraste (épisode 13)
- Yves Bureau : Le marchand d'oiseaux (épisode 13)
- François Cadet : L'argousin (épisode 3)
- Lucien Camiret : Un policier (épisodes 3 et 7)
- Bernard Cara : Le concierge de Bicêtre (épisodes 3, 4 et 7)
- Marguerite Cassan : Rose (épisode 12)
- Claude Cerval : Le maître-chanteur (épisode 12)
- Marcel Champel : Grouard (épisode 3)
- Michel Charrel : (épisode 8)
- Marcel Charvey : Capitaine Thierry (épisodes 1 et 9)
- Anne-Marie Coffinet : (épisode 10)
- Pierre Collet : (épisode 4)
- Léonce Corne : Le Dictionnaire (épisodes 2 et 10)
- Henri Crémieux : Le parrain d'Annette (épisode 11)
- Albert Dagnant : Le président des Olympiens (épisode 8)
- Jacqueline Danno : Justine (épisode 5)
- Jocelyne Darche : Agnès (épisode 12)
- Mario David : un gendarme (épisode 1)
- Jacques Delamare : (épisode 4)
- Germaine Delbat : Sœur Opportune (épisode 7)
- Philippe Derrez : Savary (épisode 13)
- Etienne De Swarte : Herbaut (épisode 3)
- Jacques Dhery : (épisode 11)
- Hélène Dieudonné : Sœur Angèle (épisode 4)
- Gérard Dournel : Etienne (épisode 7)
- Jacques Douvaine : (épisode 10)
- Pierre Duncan : (épisode 1)
- Jean-François Dupas : (épisode 10)
- Jacques Échantillon : (épisode 4)
- Jacques Ferrière : Un policier (épisodes 2 et 3)
- Lucien Fleurot : (épisode 4)
- Lucien Frégis : (épisode 4)
- Serge Gainsbourg : Un fou (épisode 4)
- Maurice Garrel : Fossart (épisode 8)
- Paul Gay : Jacquelin (épisode 2)
- Gilberte Géniat : Germaine (épisode 11)
- Gabriel Gobin : Le patron (épisodes 3 et 6)
- Jean Gras : Mouchard (épisode 12)
- Éric Husberg : Un voyou (épisode 3)
- Alain Janey : Un gendarme (épisodes 6 et 9)
- Abel Jores : (épisode 4)
- Claude Joseph : Vandermot (épisode 8)
- Roger Karl : Walzmeyer (épisode 11)
- Pierre Lafont : (épisode 2)
- Bernard La Jarrige : Le cocher (épisodes 4 et 5)
- Françoise Lebail : Lise, la veuve (épisode 1)
- Patrick Lemaître : (épisode 1)
- Pierre Leproux : Boerken (épisode 13)
- Marion Loran : (épisode 11)
- René Marc : Le docteur (épisode 12)
- Jacques Marchais : (épisode 4)
- Harry Max : Dr. Terrier (épisode 11)
- Raymond Meunier : (épisode 1)
- Françoise Meyruels : La femme de chambre (épisode 12)
- Jacques Monod : le directeur de la prison (épisode 10)
- Jean-Pierre Moutier : Bornichon (épisode 9)
- Michel Muller : Un policier (épisodes 2 et 3)
- Jean Muselli : (épisode 4)
- Bernard Musson : Le notaire Bardoux (épisode 5)
- Maurice Nasil : (épisode 10)
- Jean Ozenne : Le préfet (épisodes 12 et 13)
- Gérard Palaprat : (épisode 1)
- Pierre Pernet : l'acrobate (épisode 1)
- Fred Personne : Lebel (épisode 8)
- Henri Poirier : Le capitaine (épisode 6)
- Odile Poisson : La blonde (épisode 12)
- Robert Porte : M. de Flochereau (épisode 5)
- Jean-Pierre Rambal (épisode 5)
- Lysiane Rey : Mme Berthe (épisode 9)
- Claude Richard (épisodes 1 et 6)
- Paul Rieger : (épisode 4)
- Roger Riffard : Le gardien de prison (épisode 10)
- Jacques Rispal : Barabarre (épisode 6)
- Gilbert Robin : (épisode 4)
- Louisette Rousseau : La dame (épisode 7)
- Jacques Ruisseau : (épisode 8)
- William Sabatier : Napoléon (épisode 13)
- Michel Salina (épisode 5)
- Frédéric Santaya : (épisode 6)
- Yvon Sarray (épisode 5)
- Jean Saudray : Un fou (épisode 4)
- Gilbert Servien : (épisode 3)
- Jean-Jacques Steen : (épisode 3)
- Pascal Tersou : (épisode 2)
- Pierre Tornade : Gontran Tornifon (épisode 7)
- Maurice Travail : Le patron (épisode 7)
- Martin Trévières : L'Haricot (épisode 6)
- Roger Trigeaud : (épisode 4)
- Henri Virlogeux : Le fonctionnaire (épisode 10)
- Monique Vita : Yvette (épisode 12)
- Little Walter : Le cornet à piston (épisode 7)
- Dominique Zardi : Un bagnard (épisode 9)

## Épisodes
1. L'Éternel Évadé (ou Le Mort Vivant) (première diffusion : 7 janvier 1967) : François Vidocq, l’éternel évadé, a été capturé et se trouve sur la route du bagne de Toulon. Mais il s’évade avec ses camarades, l’acrobate et Henri Desfossés. Quand l’alerte est donnée, Vidocq se cache chez une jeune veuve, mais elle le dénonce. Retrouvant l’acrobate mourant, celui-ci demande à Vidocq d’utiliser sa mort pour s’évader encore. Mais l’inspecteur Flambart est à ses trousses…
2. La Bijouterie Jacquelin (ou L'Éternel Évadé) (première diffusion : 14 janvier 1967) : De retour à Paris et fuyant la police, Vidocq se réfugie dans une bijouterie qui s’avère appartenir à Jacquelin, ancien camarade de Vidocq à l’armée. Jacquelin propose d’engager Vidocq comme commis et Vidocq accepte – après avoir fait la connaissance de Mademoiselle Annette, voisine de Jacquelin. Pendant qu’il joue le poète pour Annette et déjoue les tentatives de vol dans la bijouterie, la pègre parisienne commence à avoir des soupçons…
3. Vidocq et les faux-témoins (première diffusion : 21 janvier 1967) : Vidocq cherche Herbaux et Grouard, les deux hommes qui jadis l’avaient fait condamner au bagne. Il raconte l’histoire à Annette : Soldat, il était amoureux d’une femme nommée Francine qui le trompait. Condamné à trois mois de prison pour avoir tabassé un de ses amants, Herbaux et Grouard lui empruntaient sa cellule pour quelques travaux d’écriture. Leur faux découvert, ils accusaient Vidocq, qui fut condamné. Mais Vidocq ignore et les relations de Grouard avec la police et la dernière condamnation de Herbaux…
4. Vidocq à Bicêtre (première diffusion : 28 janvier 1967) : Emprisonné à Bicêtre, Vidocq a retrouvé son camarade Henri Desfossés. Blessé à la jambe pour ne pas partir avec la chaîne, Vidocq révèle à Desfossés qu’il y a un tunnel creusé qui aboutit dans la Cour de la maison des fous. Mais non seulement les fous s’avèrent être plus dangereux que les gardiens, mais en plus le cocher engagé par Annette veut être payé immédiatement et Vidocq doit retourner en prison pour retrouver l’argent qu’on lui avait confisqué…
5. Le Crime de la Mule Noire (première diffusion : 4 février 1967) : Fuyant l’inspecteur Flambart, Vidocq se sépare d’Annette et de Desfossés et réussit à surprendre le policier. Mais au prochain village on avait demandé l’aide de la police parisienne et Vidocq, muni des papiers de Flambart, est entraîné dans une enquête criminelle : Le baron de Flocheron a été poignardé dans la nuit et on suspecte Justine, la servante, dont il était l’amant. Mais Vidocq trouve du louche immédiatement : le baron était déjà mort quand on l’a poignardé. Est-ce qu’il peut trouver le vrai coupable avant que le vrai inspecteur Flambart ne réussisse à parler au maire ?
6. L'Armée roulante (première diffusion : 11 février 1967) : Vidocq a obtenu des papiers pour lui et Desfossés et avec Annette ils partent vers le nord rejoindre un théâtre itinérant. Arrêtés en route, ils n’apprennent que trop tard que les deux hommes dont ils ont emprunté les noms sont des déserteurs. C’est leur chance qu’on les livre à l’armée roulante, un groupe de malfrats qui prétendent être des militaires pour profiter des pillages. Mais Flambart est encore aux trousses de Vidocq et en plus, après la retraite de la vraie armée, l’armée roulante doit se battre pour la première fois…
7. La Baraque aux 36 étoiles (première diffusion : 18 février 1967) : Annette a rejoint, comme prévu, la troupe de théâtre itinérante et doit maintenant faire sortir Vidocq et Desfossés de prison. Le directeur de la prison est fier de sa nouvelle cloche d’alarme. Juste celle-là fait partie du plan d’évasion de Vidocq, mais avant il faut toute l’adresse d’Annette pour lui faire passer une lime. Mais encore l’Inspecteur Flambart est là et beaucoup plus habile à comprendre ce qui s’est passé…
8. Les Olympiens (première diffusion : 25 février 1967) : Vidocq et Desfossés ont rejoint les corsaires, mais Vidocq veut retourner à terre. Muni des papiers d’un soldat mort, il débarque à Boulogne et rejoint l’armée. Trop tard, il apprend que le mort faisait partie des Olympiens, une société secrète royaliste. Après avoir refusé de tuer un traître pour eux, Vidocq comprend qu’il est en danger. Sachant que la police va intercepter le courrier, il écrit à Annette. Est-ce que Flambart va arriver à temps pour sauver Vidocq et déjouer le complot ?
9. L'auberge de la Mère Tranquille (première diffusion : 4 mars 1967) : Pendant leur fuite, Vidocq et Annette rencontrent la chaîne des forçats du nord en route pour Bicêtre. Ils se cachent dans la prochaine auberge, mais c’est malheureusement juste-là une station de la chaîne. Vidocq est reconnu par un associé de l’aubergiste et par l'un des forçats. Pour le premier, il y a la récompense et parmi les derniers, il y en a un qui a un compte ouvert avec Vidocq…
10. Le Mariage de Vidocq (première diffusion : 11 mars 1967) : Regardant les alliances avec Annette, Vidocq doit encore s’enfuir. Quelques jours plus tard une femme apporte de ses nouvelles à Annette – cette femme est Louise Vidocq. Quand Vidocq comprend que sa première femme a négligé d’aussi dire à Annette qu’elle avait demandé un divorce quand il était au bagne, il va voir Annette, mais elle est partie. Vidocq décide donc de se faire arrêter pour la faire revenir. Mais il doit apprendre que, pour une fois qu’il veut être arrêté, ça se montre beaucoup plus difficile qu’il ne l’avait pensé. Et en plus, il n’y a pas de nouvelles d’Annette…
11. Le Système du docteur Terrier (première diffusion : 18 mars 1967) : En voyage de noces dans le nord chez le parrain d’Annette, deux faux-monnayeurs font chanter Vidocq : soit il les aide à tuer le messager anglais avec qui ils vont échanger de faux billets anglais contre de faux billets français, soit ils le dénoncent. En plus, Flambart est dans le coin et le parrain d’Annette, qui croit Vidocq poursuivi comme conspirateur royaliste, ne doit pas apprendre la vérité…
12. À vous de jouer, Monsieur Vidocq ! (première diffusion : 25 mars 1967) : Vidocq et Annette retournent à Paris, où ils comptent se cacher chez Gibassier, ancien camarade de Vidocq et maître chanteur. Mais quand ils arrivent, Gibassier est mort et Vidocq est arrêté pour son meurtre. Il s’évade et retourne à plusieurs reprises voir M. Henry, chef de la police parisienne, pour obtenir la permission de trouver lui-même le vrai coupable. Grimé en Gibassier, il attend que l’assassin revienne pour finir la besogne…
13. Le Chapeau de l'empereur (première diffusion : 1er avril 1967) : Cela fait quelques mois que Vidocq travaille pour la police, les plaintes des policiers jaloux se multiplient et M. Henry est prêt à se passer de ses services. Une dernière chance se montre pour Vidocq : on a cambriolé le musée de la police, le chapeau de l’Empereur et le diamant noir ont disparu. Vidocq a seulement quelques jours pour retrouver ces objets avant que l’Empereur lui-même inaugure le musée…